# Партизанське (Ковельський район)
Партиза́нське — село в Україні, у Голобській селищній територіальній громаді Ковельського району Волинської області. Рік заснування невідомий. У 1964 році перейменоване з Углів Перших на Партизанське. На 01.01.2017 населення становить до 63 осіб.

## Географія
Село розташоване на лівому березі річки Стохід.

## Історія
З 1583 року власник Василь Павлович.
У 1906 році село Угли (рос. Углы) Голобської волості Ковельського повіту Волинської губернії. Відстань від повітового міста 30 верст, від волості 4. Дворів 45, мешканців 280.
Невідомо, коли була прокладена залізниця (вузькоколійна смуга), по якій ходили потяги, які доставляли груз. (На сьогодні вона не збереглася)
Під час першої світової війни через село проходила лінія фронту. 
Розвивалося тваринництво (велика рогата худоба, вівці, коні), птахівництво. На полях вирощували жито, пшеницю, льон, картоплю, цукровий буряк.
У селі була початкова школа, медпункт, клуб, дитячий садок - яслі, магазин продуктових та промислових товарів.
Був свій духовий оркестр, театральний гурток.
Біля села росте ліс. Мешканці села на території лісу викопували посуд, пляшки з горілкою. Мабуть, колись там було якесь поселення.

## Населення
Згідно з переписом УРСР 1989 року чисельність наявного населення села становила 135 осіб, з яких 57 чоловіків та 78 жінок.
За переписом населення України 2001 року в селі мешкало 98 осіб.

### Мова
Розподіл населення за рідною мовою за даними перепису 2001 року:
| Мова       | Відсоток |
| ---------- | -------- |
| українська | 98,98 %  |
| російська  | 1,02 %   |